# Stéphane Ferrara
Stéphane Ferrara (Parigi, 25 dicembre 1956) è un attore ed ex pugile francese.

## Carriera da pugile
Campione di Francia professionale pesi medi nel 1982 dopo aver sconfitto Jacques Chinon, diventa numero 1 sfidante per il titolo europeo, ma è stato sconfitto da Louis Acariès 5 agosto 1983. Si ritirò dal ring l'anno successivo con 22 vittorie a suo bottino contro 2 sconfitte e 2 pareggi.

## Filmografia

### Attore
- L'asso degli assi (L'As des as), regia di Gérard Oury (1982)
- Édith et Marcel, regia di Claude Lelouch (1983)
- Professione: poliziotto (Le Marginal), regia di Jacques Deray (1983)
- Le Cowboy, regia di Georges Lautner (1984)
- Le téléphone sonne toujours deux fois !!, regia di Jean-Pierre Vergne (1984)
- Detective, regia di Jean-Luc Godard (1985)
- Ventiduesima vittima... nessun testimone (Parole de flic), regia di José Pinheiro (1985)
- La Nuit du risque, regia di Sergio Gobbi (1986)
- Mon Bel Amour (Mon bel amour, ma déchirure), regia di José Pinheiro (1987)
- Domino, regia di Ivana Massetti (1988)
- Disperatamente Giulia, regia di Enrico Maria Salerno - miniserie TV (1989)
- Le Trésor des îles Chiennes, regia di François-Jacques Ossang (1990)
- Paprika, regia di Tinto Brass (1991)
- Toubab Bi, regia di Moussa Touré (1991)
- Safari, regia di Roger Vadim (1991)
- Passi sulla luna, regia di Claudio Antonini (1991)
- Un amore sconosciuto, regia di Gianni Amico (1991)
- Tutti gli uomini di Sara, regia di Gianpaolo Tescari (1992)
- Saint Tropez - Saint Tropez, regia di Castellano e Pipolo (1992)
- Alto rischio, regia di Stelvio Massi (1993)
- Marie, regia di Marian Handwerker (1994)
- La pista bulgara, regia di Max Steel (Stelvio Massi) (1994)
- État des lieux, regia di Jean-François Richet (1995)
- I miserabili (Les Misérables), regia di Claude Lelouch (1995)
- Docteur Chance, regia di François-Jacques Ossang (1997)
- Les Cordier, juge et flic, saison 6 - épisode 1, "Trahie par les siens", regia di Paul Planchon (1999)
- La Révolution sexuelle n'a pas eu lieu, regia di Judith Cahen (1999)
- Les Étrangers, regia di Philippe Faucon (1999)
- Distretto di Polizia, regia Renato De Maria – serie TV, episodio 1x21 (2000)
- Le Bifteck, regia di Franck Verrecchia (2001)
- And Now... Ladies & Gentlemen, regia di Claude Lelouch (2002)
- La Mentale, regia di Raphaël Boursinhac (2002)
- Vendues, regia di Jean-Claude Jean (2003)
- Alexander, regia di Oliver Stone (2005)
- La succession Starkov, regia di J.F. Ossang (2009)
- De force, regia di Frank Henry (2010)
- Laissez bronzer les cadavres, regia di Hélène Cattet e Bruno Forzani (2017)

### Regista
- Ainsi va le vent - cortometraggio, 16' (2003)
- Monte tes mains... Amore mio - documentario, 52' (2005)
- Rêves de Médailles - lungometraggio, 90' (2009)